# 19ª Squadriglia
La 19ª Squadriglia della Regia Aeronautica è attiva dal 15 giugno 1928 all'Campo della Promessa di Lonate Pozzolo con aerei Caproni.

## Storia

### Regia Aeronautica
La 19ª Squadriglia alla fine del 1925 era nel XXV Gruppo BN con i Caproni Ca.36 della Regia Aeronautica al Campo della Promessa di Lonate Pozzolo ed il 1º gennaio 1931 entra nel XXVIII Gruppo di Lonate Pozzolo che dal 1º giugno successivo entra nell'8º Stormo dell'Aeroporto di Ferrara-San Luca sui Caproni Ca.73.
Il 18 ottobre lo stormo fu posizionato sull'Aeroporto di Poggio Renatico.
In vista dell'inizio delle operazioni belliche in Africa Orientale Italiana, lo stormo fu equipaggiato con i bombardieri ricognitori monomotori Caproni Ca.111.

### Guerra d'Etiopia
Il 1 settembre 1935 viene costituita la 19ª Squadriglia nell'ambito della Guerra d'Etiopia. Il 18 settembre il reparto è attivato, il 19 ottobre l'unità parte da Capodichino. Il 27 - 30 ottobre avviene lo sbarco a Massaua. Il 15 novembre la squadriglia è operativa e va all'Aeroporto di Assab. Il primo volo di guerra avviene il 23 novembre 1935 inquadrata nel XXVIII Gruppo bombardamento dell'8º Stormo.
Al 15 gennaio 1936 è a Gura (Eritrea) sui Caproni Ca.111.
Fino al 3 marzo 1936 tra i suoi piloti vi era il Tenente Colonnello Ivo Oliveti.

### Africa Orientale Italiana
Al 1º ottobre 1936 è nel XXVIII Gruppo autonomo del Comando settore aeronautico nord di Asmara nell'Africa Orientale Italiana.
Il 9 ottobre 1937 sgancia contro gli Arbegnuoc una bomba C500T all'Iprite e 2 C100P a 10 km nord di Debre Tabor, il 15 ottobre successivo 1 C500T sul Monte Uoggerat ed ancora 3 volte fino al 16 dicembre 1937 4 C500T su Zona Isorà.

### Guerra civile spagnola
A partire dal 30 novembre successivo fu l'unico reparto organico appartenente alla Regia Aeronautica inviato a combattere in Spagna, in forza all'Aviazione Legionaria delle Baleari. 
La squadriglia del 28º Gruppo Falchi delle Baleari operava con 6 S.79 dall'Aeroporto di Palma di Maiorca.
Al 1º luglio 1939 è all'Aeroporto di Alghero-Fertilia nel 28º Gruppo sui Savoia-Marchetti S.M.79 per l'8º Stormo Bombardamento Terrestre.

### Seconda guerra mondiale
Al 10 giugno 1940 è nel 28º Gruppo con 8 S.M.79 a Villacidro per l'8º Stormo Bombardamento Terrestre e nell'Aeronautica dell'Africa Orientale è nel XXVIII Gruppo Bombardamento Terrestre di Zula con 6 Savoia-Marchetti S.M.81.
All'8 settembre 1943 era sull'Aeroporto di Perugia con 1 CANT Z.1007 Alcione TER nel XXVIII Gruppo della 3ª Squadra aerea.
Dal 18 febbraio 1944 era al comando del Capitano Cosimo Di Palma,  inquadrata nell'88º Gruppo Bombardamento e Trasporto, di stanza sull'aeroporto di Lecce-Galatina, ed equipaggiata con i bombardieri trimotori CZ 1007.
Al 2 maggio 1945 era con i Martin 187 Baltimore nel XXVIII Gruppo a Campomarino.